# Toni Hiebeler
Toni Hiebeler (5. března 1930 Schwarzach, Vorarlberg, Rakousko – 2. listopadu 1984 Jesenice, Slovinsko1) byl horolezec, spisovatel, autor mnoha knih, redaktor časopisů a fotograf alpských hor.

## Život
Poprvé překonal v roce 1961 v zimě severní stěnu Eigeru ve Švýcarsku (Eigernordwand), v roce 1963 uskutečnil první zimní výstup severní stěnou Civetty (Civettanordwestwand). V roce 1951 Toni Hiebeler společně s U. Wyssem a F. Filgertshoferem uskutečnil pět prvovýstupů v Pflunspitze (Verwallgruppe), se stupni obtížnosti IV a V. Celkově udělal přes 50 prvovýstupů.
2. listopadu 1984 zahynul společně se svou manželkou při havárii vrtulníku v pohoří Triglav (Slovinsko) ve věku 54 let. V roce 1979 obdržel Zlaté vyznamenání za zásluhu o republiku Rakousko (Goldene Verdienstzeichen der Republik Oesterreich), v roce 1983 pak Záslužný řád Spolkové republiky Německo.
Je pohřben v Mnichově na hřbitově Westfriedhof.

## Dílo
výběr
- Alpen - Lexikon. Mosaik-Verlag, München 1983, ISBN 3-570-06943-5.
- Die Alpen im Luftbild. ISBN 3-475-52649-2.
- Eigerwand. Von der Erstbesteigung bis heute. ISBN 3-442-11163-3.
- SOS in Fels und Eis. Abenteuer und Abenteurer am Berg, Triumphe und Tragödien; Loewes Verlag Ferdinand Carl, Bayreuth 1973, ISBN 3-7855-1663-0.
- Zugspitze. Von der Erstbesteigung bis heute; Mosaik Verlag, München; 1979; ISBN 3-570-00651-4.
- Die schönsten Wanderrouten der Alpen; Mosaik Verlag, München; 1980; ISBN 3-570-00805-3.
- Wo ich die Alpen am schönsten fand; Lizenzausgabe des Deutschen Bücherbundes GmbH & Co.; 1984; ISBN 3-475-52442-2.
- Matterhorn. Von der Erstbesteigung bis heute; Bertelsmann Lexikon-Verlag; ISBN 3-570-01677-3.

- Abenteuer Berg, Hiebeler, Toni. – Stuttgart : Engelhornverl., 1957
- Haute Route von Argentière nach Saas-Fee, Hiebeler, Toni. – München : Bergverl. Rother, 1958
- Das Skigebiet des Arlbergs, Hiebeler, Toni. – München : Bergverl. Rother, [1959]
- Das Dolomitenskibuch, Hiebeler, Toni. – Wien : Schroll
- im banne der spinne, Hiebeler, Toni. – München : Bassermann, 1961
- Dunkle Wand am Matterhorn, Hiebeler, Toni. – Frankfurt/M. : Limpert, 1962
- Zwischen Himmel und Hölle, Hiebeler, Toni. – Frankfurt a.M. : Limpert, 1965
- Abenteuer Berg, Hiebeler, Toni. – Frankfurt a.M. : Limpert, 1966, 2. Aufl.
- Medzi nebom a peklom, Hiebeler Toni. – Bratislava: Šport, 1968
- SOS in Fels und Eis, Hiebeler, Toni. – Bayreuth : Loewe, 1973, 1. Aufl.
- Abenteuer Eiger, Hiebeler, Toni. – Rüschlikon (Zürich), Stuttgart, Wien : Müller, 1973
- Abenteuer Everest, Hiebeler, Toni. – Rüschlikon (Zürich), Stuttgart, Wien : Müller, 1974
- Berge unserer Erde, Hiebeler, Toni. – Frankfurt am Main, Wien, Zürich, 1975, 1974
- Die Alpen, Hiebeler, Toni. – Stuttgart, Hamburg, München : Dt. Bücherbund, 1976
- Berge unserer Alpen, Hiebeler, Toni. – München : Süddeutscher Verlag, 1976
- Allegra, Hiebeler, Toni. – München : Berg, 1976
- Lexikon der Alpen, Hiebeler, Toni. – Gütersloh : Bertelsmann-Lexikon-Verlag, 1977
- Die Retter, Hiebeler, Toni. – Zürich : Schweizer Verlagshaus, 1978
- Dolomiten, Hiebeler, Toni. – München : Süddeutscher Verlag, 1978
- Eigerwand, Hiebeler, Toni. – München : Goldmann, 1978, 1. Aufl., Berlin 1976, 1963
- Zugspitze, Hiebeler, Toni. – München : Mosaik-Verlag, 1979
- Faszination Berg, Hiebeler, Toni. – Niedernhausen/Ts. : Falken-Verlag, 1979
- Berner Oberland, Hiebeler, Toni. – München : Süddeutscher Verlag, 1980
- Matterhorn, Hiebeler, Toni. – München : Mosaik-Verlag, 1980, 1976
- Bergsteigerschule, Hiebeler, Toni. – Gütersloh : Bertelsmann, 1981
- Alpen-Lexikon, Hiebeler, Toni. – München : Mosaik-Verlag, 1983,
- Bergsteigen mit Toni Hiebeler, Hiebeler, Toni. – Gütersloh : Bertelsmann-Club, 1984
- Mit Toni Hiebeler durch die Alpen, Hiebeler, Toni. – Ravensburg : Maier, 1984,
- Das Engadin, Hiebeler, Toni. – Zürich : Silva-Verl., c 1985
- Wo ich die Alpen am schönsten fand, Hiebeler, Toni. – Stuttgart : Dt. Bücherbund, 1984, 1986
- Die schönsten Wanderrouten der Alpen, Hiebeler, Toni. – München: Orbis-Verl., 1980, 1996, 1997, 1998
- Toni Hiebeler, Zürich, AS Verlag, 2009 … kniha o něm